# Henrietta Anne Stuart

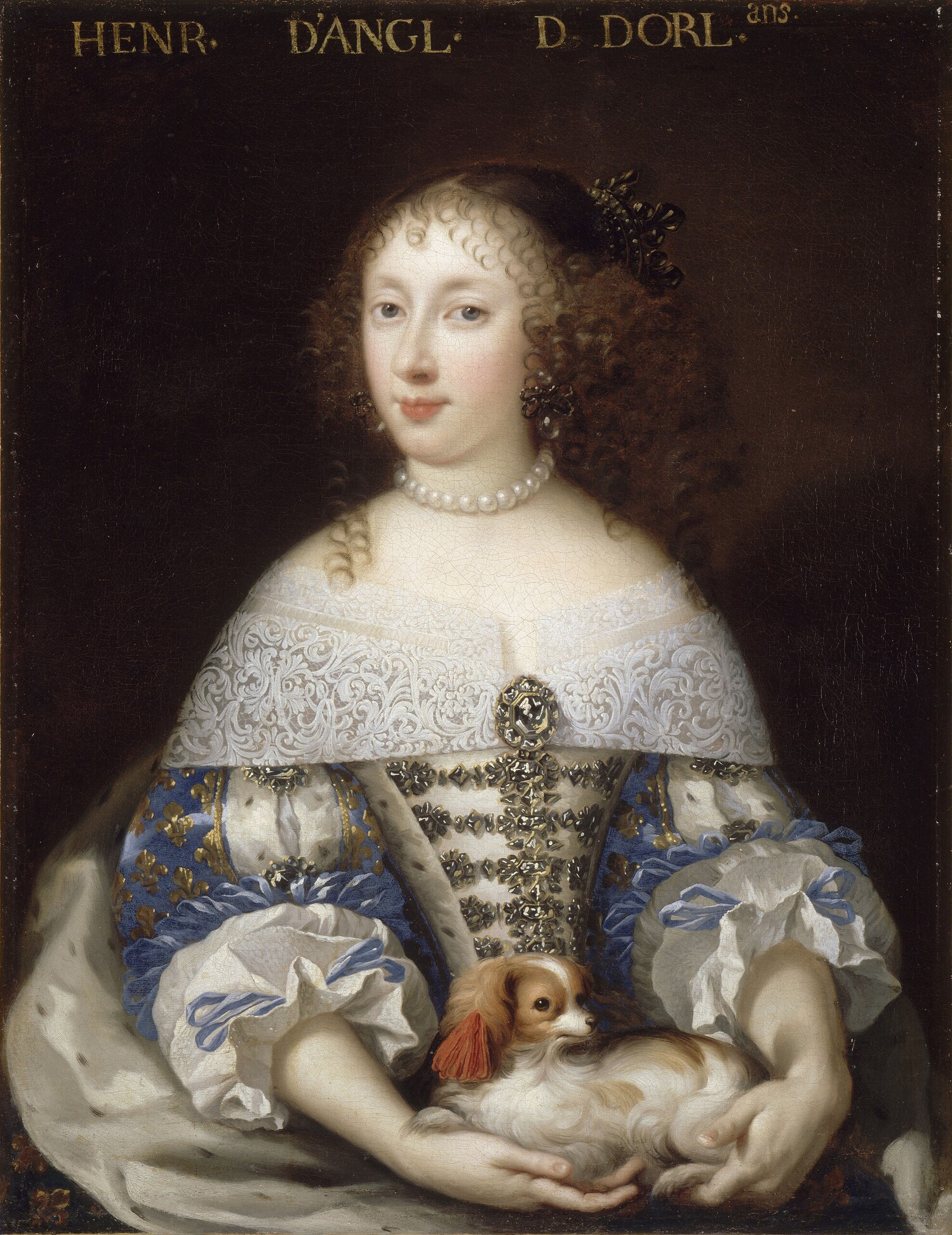
Henrietta Anne von England, Herzogin von Orleans (1675)

Henrietta Anne Stuart (französisch Henriette d’Angleterre, duchesse d'Orléans, * 16. Juni 1644 in Exeter; † 30. Juni 1670 in Saint-Cloud) war eine englisch-schottische Prinzessin und durch Ehe mit Prinz Philippe von Frankreich auch Herzogin von Orléans.

## Leben
Die jüngste Tochter Charles’ I. von England und Henrietta Maria von Frankreich wurde von ihrer Mutter, die wegen des Bürgerkrieges in ihre Heimat zurückkehrte, im Alter von erst zwei Wochen nach Paris gebracht, wo sie im Exil und unter ständigem Geldmangel aufwuchs. Sie war vier Jahre alt, als ihr Vater in London hingerichtet wurde.
Zu ihrem älteren Bruder Charles II. entwickelte Minette, wie sie im Familienkreis genannt wurde, eine tiefe, loyale Beziehung. Als jüngste Schwester eines Königs ohne Königreich hatte sie begrenzte Heiratschancen, machte diesen Mangel aber durch eine profunde Ausbildung wett. Mit der Wiederherstellung von Karls Königswürde im Jahr 1660 wurde Henrietta Anne Stuart doch noch eine „gute Partie“ und vermählte sich am 31. März 1661 mit ihrem Cousin Philippe von Frankreich, Herzog von Orléans, Monsieur, dem Bruder König Ludwigs XIV. von Frankreich.

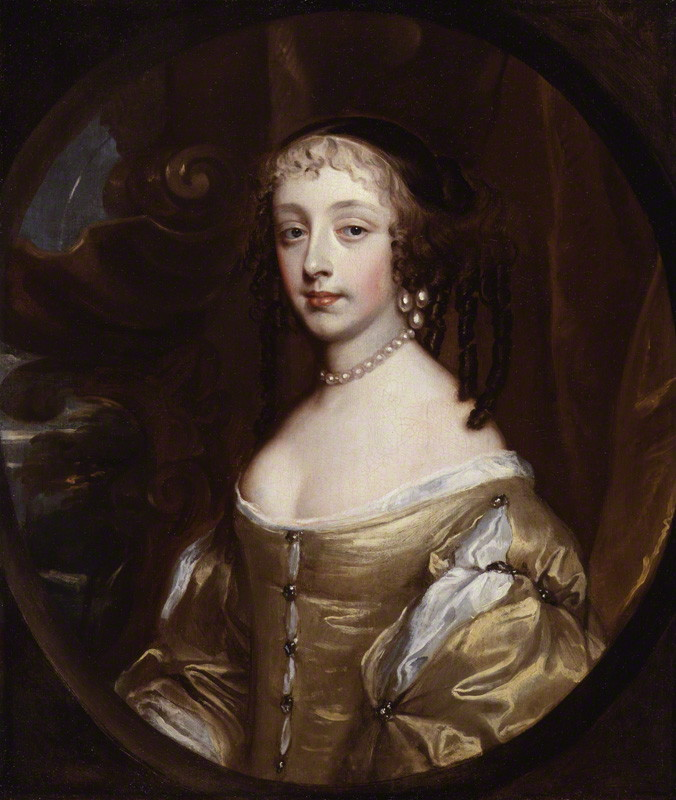
Henrietta Anne von England im Alter von 18 Jahren (1662)

Philippe I. de Bourbon führte eine kaum verhüllte homosexuelle Beziehung mit dem Chevalier de Lorraine genannten Philippe de Lorraine, und die arrangierte Heirat war für ihn ungewollt. Zusammen bekamen sie sechs Kinder, von denen jedoch nur zwei das Erwachsenenalter erreichten. Auf Druck Ludwigs XIV., der sich dadurch politische Konzessionen des englischen Königshofes versprach, musste Philippe de Lorraine den Hof Philippes von Orléans im Palais Royal schließlich verlassen und ging ins Exil nach Rom. Henrietta hatte dessen Verbannung maßgeblich betrieben. Als Henrietta Anne die öffentlichen Demütigungen und die lieblose Ehe mit ihrem Mann nicht mehr ertrug, reiste sie 1670 an den Hof ihres Bruders Charles II. nach England. Als dessen Beraterin war sie maßgeblich an den geheimen Verhandlungen zum Vertrag von Dover beteiligt. Nach den Verhandlungen in Dover kehrte sie zu Philipp in das Schloss Saint-Cloud zurück, wo sie einige Tage später unerwartet und unter großen Qualen verstarb. Dies geschah innerhalb weniger Stunden nach einer heftigen Fieberattacke und dem Trinken eiskalten Zichorienwassers, dem fiebersenkende Wirkung zugeschrieben wurde. Aufgrund der Ratlosigkeit der Ärzte waren schnell Gerüchte im Umlauf, dass Philippe seine Frau vergiftet oder dass der Chevalier de Lorraine seine Hand im Spiel gehabt habe.
Da das Bündnis mit England auf dem Spiel stand, ordnete man noch am Abend ihres Todes eine Autopsie an, die von einem Dutzend französischer Ärzte in Anwesenheit des englischen Botschafters und einiger englischer Ärzte durchgeführt wurde. Diese ergab eine Kolik als Todesursache. Gerüchte sprachen aber davon, dass die Ärzte bestochen worden seien, denn bevor Henrietta Anne Stuart starb, sei ihr, womöglich auf Befehl des Chevaliers de Lorraine, wirklich Gift gegeben worden. Zeitgenössische Berichte räumen ein, dass Henrietta selbst davon überzeugt war, vergiftet worden zu sein, zeigen aber Zurückhaltung in der Frage, ob dieser Verdacht tatsächlich begründet war.
Die Mordthese wurde erst sehr viel später auch schriftlich geäußert und zwar 1716 in einem Brief von Henriettas Nachfolgerin, Philipps zweiter Ehefrau Liselotte von der Pfalz, sowie vom Duc de Saint-Simon in seinen Memoiren. Erstere berief sich auf die Aussage eines Kammerdieners, wonach Lorraine das Gift durch einen Boten namens Morell an den Marquis d’Effiat gesandt habe, einen weiteren Günstling Philippes, der Madames Trinkschale morgens aus dem Schrank genommen und mit einem Papier ausgewischt habe, wobei ihn dieser Diener beobachtet haben will. Saint-Simon berief sich auf den Generalstaatsanwalt Joly de Fleury, der ihm viele Jahre nach den Ereignissen erzählt habe, Madames Haushofmeister de Purnon habe ihm gestanden, Lorraine habe das Gift an die Höflinge d’Effiat und de Beuvron geschickt. Purnon selbst habe dies bei einem Verhör sogar dem König persönlich gestanden, auf dessen Nachfrage aber, ob sein Bruder beteiligt gewesen sei, gesagt, man habe diesen bewusst nicht informiert, worüber der König erleichtert gewesen sei. Ludwig XIV. habe kurz nach ihrer Heirat auch Liselotte von der Pfalz versichert, er würde ihr niemals seinen Bruder zum Mann gegeben haben, wenn dieser eines solchen Verbrechens fähig wäre; auch Liselotte ging stets von der Unschuld ihres Mannes aus. Hinsichtlich der Todesursache und der möglichen Täter wurde dann aber nicht weiter nachgeforscht. Der Chevalier de Lorraine durfte – zum Unglück Liselottes von der Pfalz – auch bald an den Hof Philippes zurückkehren, da der König ihn – auch mit Geldzahlungen – in der Hand hatte und auf diese Weise Kontrolle über seinen Bruder ausübte, der seinem Geliebten blind gehorchte.
Die Leichenrede für Henrietta hielt der angesehene und beliebte Kanzelprediger Jacques Bénigne Bossuet.
Nach dem Aussterben der Stuarts in direkter männlicher Linie im Jahr 1807 wurden die Nachfahren Henriettas über ihre Tochter Anne Marie von den Jakobiten als jakobitische Thronprätendenten auf den englischen Thron angesehen.

## Nachfahren

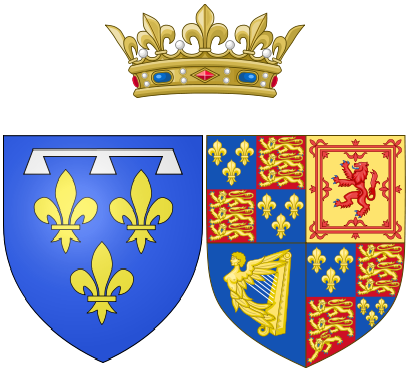
Wappen

1. Marie Louise d’Orléans (1662–1689), ⚭ Karl II. von Spanien
2. Philippe Charles d’Orléans (1664–1666), Herzog von Valois
3. Tochter (*/† 1665)
4. Anne Marie d’Orléans (1669–1728), ⚭ 1679 Viktor Amadeus II. von Savoyen

## Künstlerische Bearbeitung
In der französischen Serie Versailles wird Henrietta Anne Stuart von der Schweizerischen Schauspielerin Noemie Schmidt gespielt. In dem Film Charles II: The Power and the Passion übernahm die Britin Anne-Marie Duff die Rolle der Henrietta Anne Stuart.